# “ブラックパンサー”ベイノア
“ブラックパンサー”ベイノア（“BlackPanther”Beynoah、1995年8月20日 - ）は、アメリカ合衆国の男性総合格闘家。元キックボクサー、空手家。カリフォルニア州オークランド出身、日本在住。アメリカン・キックボクシング・アカデミー所属。第2代RISEウェルター級王者。

## 経歴
幼少期は絵を描いたり人形で遊ぶのが好きなインドア派の少年であった。2006年1月、父親の勧めで極真会館入門。中学時代は空手を続けながら柔道部に所属した。東京都立新宿高校を経て東洋大学に進学しているが、中退している。
2016年5月、J-NETWORKでキックボクシングデビュー。翌17年8月にJ-NETWORKウェルター級王座獲得後、主戦場をRISEに移し、プロデビューから12連勝を挙げた。
2018年11月、元Krush王者の渡部太基とRISEウェルター級タイトルマッチで対戦し、ダウンを奪うなどして大差の判定勝ち。自身2つ目のタイトルを獲得。
その後、総合格闘技の練習も並行して行うようになる。

### RIZIN
2021年6月13日、RIZIN初出場。総合格闘技デビュー戦となったRIZIN.28で元DEEPフェザー級王者の弥益ドミネーター聡志と対戦。序盤は弥益の寝技を凌ぎつつ打撃で押す展開となったが最終的に僅差となり、自身のロープ掴みによる反則の減点もあり、1-2の判定負け。
2021年11月20日、RIZIN.32で元GRANDウェルター級王者のロクク・ダリと対戦し、パンチでダウンを奪われるなど劣勢な展開が続いたが、3Rに右フックで逆転KO勝ちを収め、総合格闘技 初勝利となった。
2021年12月31日、RIZIN.33でDEEPライト級王者の武田光司と対戦し、2Rに腕ひしぎ十字固めで一本負けを喫した。
2022年2月、RISEウェルター級王座を返上。
2022年11月、RIZIN.40の追加対戦カード発表記者会見で「今後は総合格闘技をやって行くのか？」という記者の質問に、「そういうことです。今までの舞台も背負って、今後は総合のルールで強さを証明して行けたらなと思います」と、正式に総合格闘家に転向することを発表した。
2022年12月31日、RIZIN.40で宇佐美正パトリックと対戦し、1Rに左フックで失神KO負けを喫した。
2023年3月、渡米し総合格闘技ジムの名門、アメリカン・キックボクシング・アカデミー（American Kickboxing Academy、略称 AKA）で約1年間、総合格闘技の武者修行を行った。
2024年4月29日、RIZIN.46で元PANCRASEライト級2位の井上雄策と対戦し、あまり攻撃の交錯しない試合展開の末、3-0の判定勝ちを収めた。
2024年6月9日、RIZIN.47でジョニー・ケースと対戦し、1Rにパンチでダウンを奪われるも後半盛り返す試合となり、最終的にケースのレッドカードなどもあり、3-0の判定勝ちを収めた。なお、相手のケースが前日計量で契約体重を1kgオーバーしたため、ベイノアが勝った場合のみ公式記録、ベイノアが負けるか引き分けた場合はノーコンテストとなり、さらにケースはレッドカードによる減点（判定50％減）のペナルティを受けた状態での試合となった。
2025年4月、アメリカ国籍を活かし、再びAKAで、元UFC世界ヘビー級王者のケイン・ヴェラスケスなどと練習中の中、RIZIN経由でLFAに初参戦する事が発表された。
2025年5月9日、LFA 208: Mecate vs. Reyesでコール・ラーレンと対戦。1Rにダウンを奪われ、3Rにダウンを奪い返す激戦となり、3-0の判定勝ちを収めた。

## 人物
- アマチュアお笑いコンビ・けとるべるを結成しており、ボケを担当している。2022年以降は基本的に本業のプロ総合格闘技の方に専念している。

### RIZIN公式出演番組
- RIZIN LANDMARK vol.2を100倍楽しむための動画（出演：くるみ、ベイノア）（2022）[映像 2]
- RIZINファイター考案、オリジナル弁当 作成企画（出演：ベイノア、YUSHI、YA-MAN）（2022）[映像 3]
- RIZINトーク - ゲスト：弥益ドミネーター聡志（出演：ベイノア、東海林里咲）（2022）[映像 4]
- RIZINトーク - ゲスト：伊澤星花＆牛久絢太郎（出演：ベイノア）（2022）[映像 5]
- RIZIN LANDMARK 9 大会映像 - RIZIN.46 井上雄策戦、決定シーン（2024）[映像 6]
- 番組『榊󠄀原社長に呼び出されました 2024』 （ゲスト：ベイノア、井上雄策）（2024）[映像 7]
- ベイノアのバンジージャンプ企画『負ける勇気を持って勝ちに行け』（2024）[映像 8]

## 戦績

### プロ総合格闘技
| 総合格闘技 戦績 | 総合格闘技 戦績 | 総合格闘技 戦績 | 総合格闘技 戦績 | 総合格闘技 戦績 | 総合格闘技 戦績 | 総合格闘技 戦績 |
| --------------- | --------------- | --------------- | --------------- | --------------- | --------------- | --------------- |
| 8 試合          | (T)KO           | 一本            | 判定            | その他          | 引き分け        | 無効試合        |
| 5 勝            | 2               | 0               | 3               | 0               | 0               | 0               |
| 3 敗            | 1               | 1               | 1               | 0               | 0               | 0               |

| 勝敗 | 対戦相手             | 試合結果                            | 大会名                        | 開催年月日     |
| ○    | セドリック・マヌーフ | 3R 1:50 KO（右ストレート→パウンド） | LFA 213: Gonzalez vs. Rosales | 2025年7月26日  |
| ○    | コール・ラーレン     | 5分3R終了 判定3-0                   | LFA 208: Mecate vs. Reyes     | 2025年5月9日   |
| ○    | ジョニー・ケース     | 5分3R終了 判定3-0                   | RIZIN.47                      | 2024年6月9日   |
| ○    | 井上雄策             | 5分3R終了 判定3-0                   | RIZIN.46                      | 2024年4月29日  |
| ×    | 宇佐美正パトリック   | 1R 0:45 KO（左フック）              | RIZIN.40                      | 2022年12月31日 |
| ×    | 武田光司             | 2R 4:12 腕ひしぎ十字固め            | RIZIN.33                      | 2021年12月31日 |
| ○    | ロクク・ダリ         | 3R 1:09 KO（右フック→パウンド）     | RIZIN.32                      | 2021年11月20日 |
| ×    | 弥益ドミネーター聡志 | 5分3R終了 判定1-2                   | RIZIN.28                      | 2021年6月13日  |

### プロキックボクシング
| キックボクシング 戦績 | キックボクシング 戦績 | キックボクシング 戦績 | キックボクシング 戦績 | キックボクシング 戦績 | キックボクシング 戦績 | キックボクシング 戦績 |
| --------------------- | --------------------- | --------------------- | --------------------- | --------------------- | --------------------- | --------------------- |
| 23 試合               | (T)KO                 | 判定                  | その他                | 引き分け              | 無効試合              |                       |
| 18 勝                 | 9                     | 9                     | 0                     | 0                     | 0                     |                       |
| 5 敗                  | 2                     | 3                     | 0                     | 0                     | 0                     |                       |

| 勝敗 | 対戦相手                         | 試合結果               | 大会名                                                                              | 開催年月日     |
| ×    | 和島大海                         | 3R終了 判定0-3         | THE MATCH 2022                                                                      | 2022年6月19日  |
| ×    | 海人                             | 1R 0:41 KO（左フック） | RISE ELDRD 2022                                                                     | 2022年4月2日   |
| ○    | ねぎ魔神                         | 3R終了 判定3-0         | RISE WORLDSERIES 2021 YOKOHAMA                                                      | 2021年9月23日  |
| ○    | 憂也                             | 3R+延長1R終了 判定3-0  | RISE ELDORADO 2021                                                                  | 2021年2月28日  |
| ○    | 宮城寛克                         | 3R 0:55 KO             | RISE DEAD or ALIVE 2020 YOKOHAMA                                                    | 2020年10月11日 |
| ×    | 緑川創                           | 3R終了 判定0-3         | RISE 140                                                                            | 2020年7月19日  |
| ○    | Hideki                           | 5R終了 判定3-0         | RISE 137 【RISEウェルター級タイトルマッチ】                                         | 2020年2月23日  |
| ×    | 海人                             | 5R終了 判定0-3         | GROUND ZERO TOKYO                                                                   | 2019年12月3日  |
| ○    | タップロン・ハーデスワークアウト | 3R+延長1R終了 判定3-0  | RISE WORLDSERIES 2019 Final Round                                                   | 2019年9月16日  |
| ○    | 喜入衆                           | 3R終了 判定3-0         | RISE 133                                                                            | 2019年7月5日   |
| ×    | タップロン・ハーデスワークアウト | 1R 2:10 KO             | RISE WORLDSERIES 2019 1st Round                                                     | 2019年3月10日  |
| ○    | 渡部太基                         | 5R終了 判定3-0         | RISE 129 【RISEウェルター級王座決定戦】                                             | 2018年11月17日 |
| ○    | 鹿嶋昭男                         | 1R 2:07 KO             | RISE EVOL.1                                                                         | 2018年9月21日  |
| ○    | ヤン・ジンファン                 | 1R 2:18 KO             | RISE 125                                                                            | 2018年6月17日  |
| ○    | 憂也                             | 3R終了 判定3-0         | RISE 123                                                                            | 2018年3月24日  |
| ○    | 中島将志                         | 3R 0:48 TKO            | RISE 122                                                                            | 2018年2月4日   |
| ○    | 藤倉悠作                         | 5R 0:50 KO             | J-KICK 2017～J-NETWORK 20th Anniversary～3rd 【J-NETWORKウェルター級王座決定戦】    | 2017年8月20日  |
| ○    | 竹市一樹                         | 1R 0:26 KO             | J-FIGHT 2017～J-NETWORK 20th Anniversary～ 1st                                      | 2017年3月12日  |
| ○    | 長井正人                         | 2R 2:22 KO             | J-NEXUS 2016～DAY～                                                                 | 2016年12月25日 |
| ○    | 小原俊之                         | 3R+延長1R終了 判定3-0  | J-KICK 2016～Honor the fighting spirits～3rd                                        | 2016年10月10日 |
| ○    | 杉原新也                         | 3R終了 判定3-0         | J-FIGHT in SHINJUKU～vol.47～ 【J-NETWORKウェルター級新人王決定トーナメント決勝戦】 | 2016年8月28日  |
| ○    | 雑賀弘樹                         | 2R 1:20 KO             | J-FIGHT＆J-GIRLS 2016 4th 【J-NETWORKウェルター級新人王決定トーナメント準決勝】     | 2016年7月31日  |
| ○    | 岩田俊輔                         | 2R 1:13 KO             | J-KICK 2016～Honor the fighting spirits～2nd                                        | 2016年5月5日   |

### エキシビション
| 勝敗 | 対戦相手 | 試合結果 | 大会名        | 開催年月日    |
| -    | 原口健飛 | 2分2R    | RISE on Abema | 2021年5月16日 |

## 獲得タイトル
- 極真空手（松井派）
  - 第35回全日本ウェイト制空手道選手権大会軽量級 優勝（2018年）[2]
- キックボクシング
  - 第2代RISEウェルター級王座（2018年）[2]
  - J-NETWORKウェルター級王座（2017年）[2]

## 人物・エピソード
- 板橋区立赤塚第二中学校では生徒会長を務めていた[2]。

## テレビ出演
- 1億人の大質問!?笑ってコラえて!（2001年、日本テレビ）- 日本列島幼稚園の旅でインタビューを受け、ニュースキャスターを経験した。
- 1億人の大質問!?笑ってコラえて!　25周年3時間スペシャル!（2021年7月14日、日本テレビ）- 笑コラ!で人生変わった人の旅で20年ぶりに取材を受け、キックボクシング日本チャンピオン兼お笑い芸人である事を明かし、スタジオでコンビ「けとるべる」の相方あかし（2016年秋季関東極真空手道選手権大会一般男子上級-70kg級優勝者）とともにネタを披露した。

### 試合映像
1. ↑  『【試合映像】弥益ドミネーター聡志 vs. “ブラックパンサー”ベイノア / Satoshi“Dominator”Yamasu vs. “BlackPanther”Beynoah』2021年。
2. ↑  『【試合映像】ロクク・ダリ vs. “ブラックパンサー”ベイノア / Daryl Lokoku vs. “BlackPanther”Beynoah - RIZIN.32』2021年。
3. ↑  『【試合映像】武田光司 vs. “ブラックパンサー”ベイノア / Koji Takeda vs. “BlackPanther”Beynoah - RIZIN.33』RIZIN公式YouTubeチャンネル、2021年。
4. ↑  『【試合映像】“ブラックパンサー”ベイノア vs. 井上雄策 / “BlackPanther”Beynoah vs. Yusaku Inoue -  RIZIN.46』RIZIN公式YouTubeチャンネル、2024年。

### 補足映像
1. ↑  『【番組】RIZIN CONFESSIONS #75（※番組内で試合映像。弥益ドミネーター聡志とブラックパンサー・ベイノアによる試合振り返りドキュメンタリー番組）』RIZIN公式YouTubeチャンネル、2021年。
2. ↑  『【番組】RIZIN CONFESSIONS #91（※番組内で試合映像。武田光司とブラックパンサー・ベイノアによる試合振り返りドキュメンタリー番組）』RIZIN公式YouTubeチャンネル、2021年。
3. ↑  『【番組】RIZIN CONFESSIONS #116（※番組内で試合映像。宇佐美正パトリックとブラックパンサー・ベイノアによる試合振り返りドキュメンタリー番組）』RIZIN公式YouTubeチャンネル、2022年。
4. ↑  『【番組】RIZIN CONFESSIONS #153（※番組内で試合映像＆ブラックパンサー・ベイノアとジョニー・ケースによる試合振り返りドキュメンタリー番組）』2024年。

### 映像資料
1. ↑  『RIZIN.40 / 追加対戦カード発表記者会見 - 2022/11/17』RIZIN公式YouTubeチャンネル、2022年。
2. ↑  『RIZIN LANDMARK vol.2を100倍楽しむための動画【with “ブラックパンサー”ベイノア】』RIZIN公式YouTubeチャンネル、2024年。
3. ↑  『異色の３人コラボ！ファイター考案のオリジナル弁当が美味すぎた』RIZIN公式YouTubeチャンネル、2022年。
4. ↑  『RIZINトーク - ゲスト：弥益ドミネーター聡志（出演：ブラックパンサー・ベイノア、東海林里咲）』RIZIN公式YouTubeチャンネル、2022年。
5. ↑  『RIZINトーク - ゲスト：伊澤星花＆牛久絢太郎（出演：ベイノア）』RIZIN公式YouTubeチャンネル、2024年。
6. ↑  『RIZIN.46 追加対戦カード発表（RIZIN.46 『ブラックパンサー・ベイノア vs. 井上雄策』『鈴木博昭 vs. YA-MAN』決定シーン）- 2024/03/23』RIZIN公式YouTubeチャンネル、2024年。
7. ↑  『榊󠄀原社長に呼び出されました 2024 → ゲスト：ブラックパンサー・ベイノア&井上雄策』RIZIN公式YouTubeチャンネル、2024年。
8. ↑  『ベイノアよ、負ける勇気を持って勝ちに行け！』RIZIN公式YouTubeチャンネル、2024年。